# One of Many Nights
One of Many Nights é o 8ª e último álbum de estúdio da banda The S.O.S. Band. O álbum foi lançado pela Tabu Records em 24 de setembro de 1991. One of Many Nights é notável por canções como "Are You Ready", "Get Hyped on This" e "Someone I Can Love". Contém a primeira aparição do rapper Kurupt antes de assinar contrato com a Death Row Records.

## Faixas
| #   | Título                            | Compositor(es)                                       | Duração |
| --- | --------------------------------- | ---------------------------------------------------- | ------- |
| 1.  | I Wanna Be the One                | K. Lynette Patterson, Curtis F. Williams             | 5:27    |
| 2.  | Sometimes I Wonder                | K. Lynette Patterson, Curtis F. Williams             | 4:50    |
| 3.  | Broken Promises                   | Chandra Currelley, Jimmy Randolph                    | 5:01    |
| 4.  | How Can We Ever Get Back Together | Chandra Currelley, Curtis F. Williams                | 5:41    |
| 5.  | Are You Ready                     | Ricardo Brown, Larry Gittens, Curtis F. Williams     | 4:53    |
| 6.  | Can't Explain                     | K. Lynette Patterson Curtis F. Williams              | 5:28    |
| 7.  | Someone I Can Love                | Ricardo Brown, Tony Haynes, Curtis F. Williams       | 5:35    |
| 8.  | Get Hyped on This                 | Ricardo Brown, Chandra Currelley, Curtis F. Williams | 5:38    |
| 9.  | I Only Want You                   | Larry Gittens, Curtis F. Williams                    | 5:24    |
| 10. | One of Many Nights                | Tony Haynes, Curtis F. Williams                      | 7:17    |

## Músicos
- Bruno Speight – guitarras, percussão
- Abdul Raoof – trumpete, percussão, background vocals
- Jason Bryant – orgão
- Chandra Currelley – vocais e background vocals

Músicos adicionais
- Marcus Williams – bateria, percussão
- Gregory "Milkshake" Mayfield – trumpete
- Sultan Mohammad – saxofone tenor
- Lloyd L. Oby, Jr. – trombone
- Rodrick Smith – saxofone alto
- George "Spike" Neely, David Koenig, Eric Vaughn – percussão
- Curtis Williams – percussão, teclados, programação de bateria, saxofone, piano, background vocals
- Larry Gittens – percussão, flugelhorn
- Kurupt – vocais
- Lorena Shelby, Carmen Carter – background vocals